# Vítor Benite
Vítor Alves Benite (Jundiaí, São Paulo, 20 de febrero de 1990) es un jugador de baloncesto brasileño, con nacionalidad italiana, que pertenece al Real Betis Baloncesto de la Liga LEB Oro. Con 1,94 metros de altura, juega de escolta.

## Trayectoria

### Profesional
Su carrera comenzó en Brasil en 2009, jugando con el Pinheiros, pero pronto es fichado por el Franca Basquetbol Clube, en el que estará dos años, hasta 2011, donde da el salto al Limeira. Pero en realidad, donde ha conseguido sus mejores resultados ha sido con el Flamengo, siendo campeón en 2013, 2014 y 2015 de la Liga Brasileña,  con el que también ha ganado la Intercontinental en 2014, y siendo, en consecuencia, un habitual de la selección carioca.
En 2015, refuerza el perímetro del UCAM Murcia CB, tras ganar el oro en los Juegos Panamericanos que se han celebrado en Toronto con la selección brasileña. El italo-brasileño formó parte de la plantilla del cuadro murciano durante tres años deportivos, en los que disputó Liga Endesa, Eurocup y Basketball Champions League. 
Durante la primera parte de la temporada 2018/19 jugó en el Cedevita Zagreb, consolidando un más que interesante 38% de acierto desde el tiro exterior y una media de 9,6 puntos por encuentro.
En diciembre de 2018, vuelve a España para jugar en las filas del San Pablo Burgos de la Liga Endesa. En sus tres temporadas y media en Burgos, Benite lograría dos títulos de Basketball Champions League y una Copa Intercontinental FIBA. 
En la temporada 2021-22, Benite promedió 12,5 puntos y 2,3 rebotes en las filas del San Pablo Burgos, no pudiendo evitar su descenso a Liga LEB Oro.
El 5 de agosto de 2022, firma por el Club Baloncesto Gran Canaria de la Liga ACB.
El 19 de agosto de 2023, firma por el Zunder Palencia de la Liga ACB en España.
El 26 de agosto de 2024, firma por el Real Betis Baloncesto de la Liga LEB Oro.

### Selección nacional
Ha sido internacional con la selección de baloncesto de Brasil, y defendería la camiseta verde-amarilla en Juegos Olímpicos, AmeriCups y Juegos Panamericanos desde 2011 a 2016, donde sumaría tres medallas en este periodo con la selección, destacando la plata en la AmeriCup de 2011 y el oro de los Juegos Panamericanos de 2015.
En septiembre de 2022, ya como capitán, disputó con el combinado absoluto brasileño el FIBA AmeriCup de 2022, ganando la plata al perder ante el combinado argentino en la final. su cuarto metal con la canarinha.
Durante agosto y septiembre de 2023 fue integrante de la selección de Brasil que participó en el Mundial de 2023 celebrado en Asia, y que finalizó en decimotercer lugar.
Entre julio y agosto de 2024 fue parte de la selección absoluta de Brasil, que disputó los Juegos Olímpicos de París, finalizando en séptima posición.